# Осипова, Светлана Валерьевна
Светлана Валерьевна Осипова (узб. Svetlana Osipova; 3 мая 2000 года, Чирчик, Ташкентская область, Узбекистан) — узбекская тхэквондистка, член сборной Узбекистана. В 2017 году завоевала серебро на Азиатских играх в закрытых помещениях и по боевым искусствам. В 2018 и 2023 году получила бронзовые медали на Летних Азиатских играх. В 2019 году выиграла золотую медаль на Всемирных армейских играх. В 2022 году завоевала золотую медаль на Чемпионате мира по тхэквондо, а в 2023 году серебряную медаль. В Олимпийских играх Париж-2024 завоевала серебряную медаль. Заслуженный спортсмен Узбекистана (2024).

## Карьера
В 2017 года принимала участие в Азиатских играх в закрытых помещениях и по боевым искусствам, который проходил в Ашхабаде (Туркменистан). Она выиграла серебряную медаль в весовой категории до 73 кг проиграв в финале спортсменке из Южной Кореи Мён Мина.
В 2018 году Светлана Осипова на международном турнире «French Open» завоевала бронзовую медаль, проиграв в полуфинале французской спортсменке Солене Авоулетте. В этом же году она выиграла бронзовую медаль в весовой категории свыше 67 кг на Летних Азиатских играх 2018 года, которые проходили в Джакарте (Индонезия), проиграв спортсменке из Южной Кореи Ким Бич-На.
В 2019 году выиграла золотую медаль на Всемирных армейских играх в весовой категории свыше 78 кг, которые проходили в Ухане (Китай).
В 2021 году на Лицензионном турнире по тхэквондо для спортсменов Азиатского континента, который проходил в Аммане (Иордания), смогла получить лицензию на Летние Олимпийские игры 2020.
На Летних Олимпийских играх 2020 в Токио (Япония) выступает в весовой категории свыше 67 кг. В 1/8 финала встретилась с тхэквондисткой из Казахстана Жансель Дениз, проиграв со счётом 9:10.
В 2023 году на чемпионате мира, который состоялся в Баку, в категории свыше 73 кг, Светлана завоевала серебряную медаль. В финальной схватке она уступила спортсменке из Турции Нафии Куш. В этом же году на Летних Азиатских играх в Ханчжоу (Китай) в соревнованиях по тхэквондо в весовой категории свыше 67 кг завоевала бронзовую медаль.